# Dream on the Dancefloor
Dream on the Dancefloor är en singel av Basshunter från hans album Calling Time från 2013.

## Låtlista
- Digital nedladdning (18 november 2012)[1]

1. "Dream on the Dancefloor" (Radio Edit) – 3:12
2. "Dream on the Dancefloor" (Extended Mix) – 4:54
3. "Dream on the Dancefloor" (Hi Def Radio Edit) – 3:01
4. "Dream on the Dancefloor" (Hi Def Remix) – 5:12
5. "Dream on the Dancefloor" (Rudedog Radio Edit) – 2:53
6. "Dream on the Dancefloor" (Rudedog Remix) – 5:10

- Digital nedladdning (12 februari 2013)[2]

1. "Dream on the Dancefloor" (Radio Edit) – 3:11
2. "Dream on the Dancefloor" (Hi Def Radio Edit) – 3:01
3. "Dream on the Dancefloor" (Rudedog Radio Edit) – 2:53
4. "Dream on the Dancefloor" (Extended Mix) – 4:54
5. "Dream on the Dancefloor" (Hi Def Remix) – 5:12
6. "Dream on the Dancefloor" (Hi Def Dub Mix) – 5:12
7. "Dream on the Dancefloor" (Rudedog Remix) – 5:09
8. "Dream on the Dancefloor" (Rudedog Instrumental Mix) – 5:04

- Digital nedladdning (5 november 2013)[3]

1. "Dream on the Dancefloor" (Radio Edit) – 3:12
2. "Dream on the Dancefloor" (Hi Def Radio Edit) – 3:01
3. "Dream on the Dancefloor" (Rudedog Radio Edit) – 2:53
4. "Dream on the Dancefloor" (Extended Mix) – 4:54
5. "Dream on the Dancefloor" (Hi Def Remix) – 5:12
6. "Dream on the Dancefloor" (Hi Def Dub Mix) – 5:12
7. "Dream on the Dancefloor" (Rudedog Remix) – 5:10
8. "Dream on the Dancefloor" (Rudedog Instrumental Mix) – 5:05
9. "Dream on the Dancefloor" (Instrumental) – 3:11

## Listplaceringar
| Lista (2012-2013)                      | Högsta position |
| -------------------------------------- | --------------- |
| Storbritannien (Commercial Pop Top 30) | 6               |